# 青橋由高
青橋 由高（あおはし ゆたか、4月11日 - ）は、日本の官能小説家、ジュブナイルポルノ作家、同人作家。

## 略歴
千葉工業大学出身。
2003年美少女文庫（フランス書院）創刊と同時に、『微熱〜彼女は水泳部!』でデビュー。以来美少女文庫の主力作家の1人として活躍している。安藤智也との『彼女…』シリーズ、ポチ加藤との『メイドなります!』シリーズが代表作である。
小説の他には、同人ゲーム（18禁作品）のシナリオも手掛ける。2006年の夏コミ（コミケ70）で初の同人誌『メイドなります!〜音々の夏休み』を発表した。
2013年春に『ツンツンメイドはエロエロです』が初のアニメ(OVA)化され、mary-janeより発売。

## 人物
- 個々の作品の舞台・設定が実は微妙にリンクする、という仕掛けで、読者を楽しませようとしている。

## 商業小説作品

### 美少女文庫
フランス書院
微熱〜彼女は水泳部!
挿絵：安藤智也 2003年5月 ISBN 4-8296-5702-2
メイドなります!〜彼女は幼なじみ
挿絵：ポチ加藤 2003年7月 ISBN 4-8296-5708-1
約束〜彼女はウエイトレス!
挿絵：安藤智也 2003年10月 ISBN 4-8296-5713-8
恋妹〜彼女はふたご!
挿絵：安藤智也 2004年3月 ISBN 4-8296-5724-3
メイドなります!〜すくみず
挿絵：ポチ加藤 2004年6月 ISBN 4-8296-5728-6
Kiss〜魔法少女は修行中
表紙・口絵：しんたろー、挿絵：SHI-DEN 2004年9月 ISBN 4-8296-5733-2
純情〜彼女は剣道部!
挿絵：安藤智也 2004年10月 ISBN 4-8296-5737-5
悪魔な彼女、天使な妹
挿絵：みさくらなんこつ 2005年5月 ISBN 4-8296-5750-2
あねらぶ〜彼女は三姉妹!
挿絵：安藤智也 2005年9月 ISBN 4-8296-5762-6
メイドなります!〜おしおき
挿絵：ポチ加藤 2006年2月 ISBN 4-8296-5775-8
キスキス〜彼女は妹ウエイトレス!
挿絵：安藤智也 2006年6月 ISBN 4-8296-5784-7
絶対無敵♥お嬢様
挿絵：成瀬守 2006年8月 ISBN 4-8296-5791-X
メイドなります!〜さよなら
挿絵：ポチ加藤 2006年12月 ISBN 4-8296-5797-9
恋姫〜彼女はヴァンパイア
挿絵：安藤智也 2007年5月 ISBN 978-4-8296-5812-3
もっとメイドなります!
挿絵：ポチ加藤 2007年7月 ISBN 978-4-8296-5818-5
あねスポッ!〜お姉ちゃんと体育祭
挿絵：シコルスキー 2007年11月 ISBN 978-4-8296-5829-1
お嬢様フォーシーズンズ
挿絵：天河慊人 2008年2月 ISBN 978-4-8296-5839-0
好き好き大好きお姉ちゃん♥〜ベタ甘☆カフェ同棲
挿絵：七瀬葵 2008年6月 ISBN 978-4-8296-5850-5
W（ダブル）生徒会長!〜どっちを選ぶの!?
挿絵：丸ちゃん。 2008年9月 ISBN 978-4-8296-5860-4
W（ダブル）新婚お嬢様!
挿絵：天河慊人 2009年1月 ISBN 978-4-8296-5873-4
いちゃいちゃラブラブお姉ちゃん♥
挿絵：七瀬葵 2009年5月 ISBN 978-4-8296-5883-3
トリプル押しかけ許嫁
挿絵：有末つかさ 2009年8月 ISBN 978-4-8296-5893-2
生徒会長は妄想系♥
挿絵：天河慊人 2009年10月 ISBN 978-4-8296-5901-4
お嬢様姉妹はW（ダブル）嫁!
挿絵：HIMA 2010年3月 ISBN 978-4-8296-5919-9
妹はふたご巫女〜ツンでヤンで兄想い!
挿絵：天河慊人 2010年5月 ISBN 978-4-8296-5928-1
トリプル押しかけメイド妻
挿絵：有末つかさ 2010年8月 ISBN 978-4-8296-5940-3
妹は電波系♥
挿絵：天河慊人 2011年3月 ISBN 978-4-8296-5967-0
お姉ちゃんのムコになれ!
挿絵：悠樹真琴 2011年6月 ISBN 978-4-8296-5975-5
トリプル押しかけお姫様
挿絵：有末つかさ 2011年8月 ISBN 978-4-8296-5986-1
トリプル生徒会長と恋の守護霊
挿絵：有末つかさ 2012年1月 ISBN 978-4-8296-6200-7
ツンツンメイドはエロエロです
挿絵：有末つかさ 2012年4月 ISBN 978-4-8296-6212-0
姉ウエイトレス〜姉の姉による弟のための洋菓子店
挿絵：あまかわあきと 2012年9月 ISBN 978-4-8296-6227-4
SPメイドはエロエロです
挿絵：有末つかさ 2012年11月 ISBN 978-4-8296-6234-2
悪魔メイドはツンツンデレデレ!
挿絵：有末つかさ 2013年3月 ISBN 978-4-8296-6247-2
お姉ちゃんには逆らえない!
挿絵：みさくらなんこつ 2013年8月 ISBN 978-4-8296-6260-1
暗殺（アサシン）メイドはメロメロです
挿絵：有末つかさ 2013年11月 ISBN 978-4-8296-6270-0
異世界でハーレム始めました 姫騎士と魔王と王妃
挿絵：有末つかさ 2014年3月 ISBN 978-4-8296-6284-7
ここは妖怪メイドアパート
挿絵：有末つかさ 2014年6月 ISBN 978-4-8296-6292-2
年上メイドの新婚日記
挿絵：有末つかさ 2014年10月 ISBN 978-4-8296-6306-6
恋乙女　ヤンデレ生徒会長ささら先輩と毒舌水泳部・琴子ちゃん
挿絵：有末つかさ 2015年3月 ISBN 978-4-8296-6316-5
怪盗メイドの事件簿
挿絵：有末つかさ 2015年6月 ISBN 978-4-8296-6330-1
魔剣の姫はエロエロです
挿絵：有末つかさ 2015年9月 ISBN 978-4-8296-6337-0
過保護な妹は兄さんが好きすぎて毎日エロエロ甘やかしたいっ!
挿絵：有末つかさ 2016年1月 ISBN 978-4-8296-6349-3
メイドハーレムなんて許しません！　毒舌ツンツン×没落ドM×ダークエルフ
挿絵：ぢたま(某) 2016年8月 ISBN 978-4-8296-6371-4
メイドやります! 年上お姉さんとツンツン幼なじみ
挿絵：HIMA 2017年1月 ISBN 978-4-8296-6384-4

### フランス書院文庫
フランス書院
僕とメイド母娘〜ご奉仕します
2010年2月 ISBN 978-4-8296-1701-4
メイドと巫女と極甘生活
2010年11月 ISBN 978-4-8296-1751-9
私のご主人様 和メイドと未亡人と少年と
2012年7月 ISBN 978-4-8296-1871-4
初恋の女の娘
2013年2月 ISBN 978-4-8296-1913-1
おいしい特別休暇 女教師、シングルマザー、女子大生と
2016年5月 ISBN 978-4-8296-4156-9

### 短編

#### 短編集
特記なきものは書き下ろし作品。
七人のおいしい人妻
- 第一話 テニスウェアの熟妻 温泉合宿で誘い、誘われ
  - 『特選小説 2012年6月号』掲載「人妻テニス温泉」の加筆・改題作
- 第二話 双子妻3P体験 同窓会で再会、そして…
  - 『特選小説 2013年1月号』掲載「双子の人妻の色香」の加筆・改題作
- 第三話 息子の嫁に迫られて 「お義父様、お願い…」
  - 『特選小説 2013年11月号』掲載「息子の嫁」の加筆・改題作
- 第四話 初夜〜おさな妻の寝室 女体すべてを独り占めして
  - 『特選小説 2011年4月号』掲載「新妻美幸・愛憎の初夜」の加筆・改題作
- 第五話 新婚生活〜淫らな蜜愛旅行（ハネムーン） もうひとつの純潔を穢して
- 第六話 かわいすぎる人妻メイド 三十路の完熟エプロンドレス
- 第七話 パン屋で働く美人妻を… 十年後、約束の場所で

フランス書院文庫 フランス書院 2014年8月 ISBN 978-4-8296-4023-4
年の差のある七つの姦係
- 第一話 小悪魔な義娘←→父 世界でいちばん危ない禁忌
  - 『特選小説 2012年2月号』掲載「義理の娘 甘すぎる誘惑」の加筆・改題作
- 第二話 女子大生の姪←→叔父 禁断ヌードモデル志願
  - 『特選小説 2016年1月号』掲載「義理の姪」の加筆・改題作
- 第三話 憧れの美叔母←→甥 帰郷、再会、そして…
  - 『特選小説 2013年11月号』掲載「憧れの美叔母」の加筆・改題作
- 第四話 美しすぎる兄嫁←→弟 義姉さんは僕だけの「アイドル」
- 第五話 バイト先の人妻←→大学生 セーターの下に眠る垂涎女体
  - 『特選小説 2016年4月号』掲載「人妻セーター」の加筆・改題作
- 第六話 フェロモン未亡人←→僕 初体験ブティックへようこそ
- 第七話 シングルマザー←→家庭教師 おんなの素顔を暴かれて
  - 『特選小説 2014年2月号』掲載「シングルマザー」の加筆・改題作

フランス書院文庫 フランス書院 2016年9月 ISBN 978-4-8296-4177-4
六人のおいしい艶熟女
- 第一話 熟女家政婦と坊ちゃま ご奉仕されて甘やかされて
- 第二話 和服美女の「つまみぐい」 かわいい熟女の啼かせ方
  - 『特選小説 2014年11月号』掲載「美しきパトロンのためのパヴァーヌ」の加筆・改題作
- 第三話 美熟マンションへようこそ 「艶住人」を独り占め
  - 『特選小説 2013年5月号』掲載「熟女マンション」の加筆・改題作
- 第四話 シェアハウスで3P体験!? 甘く危険な熟女の花園
  - 『特選小説 2016年12月号』掲載「シェア」の加筆・改題作
- 第五話 田舎の淫らな「しきたり」 喪服未亡人姉妹と 
  - 『特選小説 2011年10月号』掲載「押しかけ未亡人姉妹」の加筆・改題作
- 第六話 ダブルスコア 〜文（36)と倫太郎（18) 時を忘れて貪りあって

フランス書院文庫 フランス書院 2017年3月 ISBN 978-4-8296-4217-7

#### アンソロジー収録作
特記なきものは書き下ろし作品。
お姉さんとハネムーン♥
『CLEAVAGE〜恋人はお姉さん』に収録
著：青橋由高、河里一伸、黄支亮
イラスト：中務省、聖少女
美少女文庫 フランス書院 2006年1月 ISBN 4-8296-5772-3
凌辱教室 生徒の目の前で……
『七人の美獣〜密室の陵辱』に収録
著：綺羅光、藤崎玲、夢野乱月、北都凛、鳴瀬夏巳、風吹望、青橋由高
フランス書院文庫 フランス書院 2008年7月 ISBN 978-4-8296-1584-3
メイド喫茶の一番長い夜
『禁書〈色〉』に収録
著：青橋由高、うかみ綾乃、霧原一輝、櫻木充、館淳一、花房観音、早瀬真人、睦月影郎
徳間文庫 徳間書店 2013年5月 ISBN 978-4-1989-3691-4
初恋処方箋
『六つの秘められた媚薬』に収録、『特選小説 2012年10月号』掲載「初恋の女性の娘」の改稿・改題作
著：藍川京、青橋由高、うかみ綾乃、草凪優、睦月影郎、山口陽
宝島社文庫 宝島社 2014年1月 ISBN 978-4-8002-2240-4
「一晩、泊めてください」
『異常な世界 あなたの知らない官能小説』に収録　テーマは雪女
著：御堂乱、田沼淳一、秋月耕太、巽飛呂彦、弓月誠、香坂燈也、青橋由高
フランス書院文庫 フランス書院 2016年7月 ISBN 978-4-8296-4169-9

#### 雑誌収録作
すべて特選小説に掲載。掲載号の後に「※」が付いている作品は、加筆などの上短編集やアンソロジーに収録されている。
新妻美幸・愛憎の初夜
イラスト：小玉英章 2011年4月号※
押しかけ未亡人姉妹
イラスト：東克美 2011年10月号※
義理の娘 甘すぎる誘惑
イラスト：東克美 2012年2月号※
人妻テニス温泉
イラスト：中村成二 2012年6月号※
初恋の女性の娘
イラスト：中村成二 2012年10月号※
双子の人妻の色香
イラスト：槻城ゆう子 2013年1月号※
熟女マンション
イラスト：中村成二 2013年5月号※
フィットした男
イラスト：中村成二 2013年8月号
息子の嫁
イラスト：東克美 2013年11月号※
シングルマザー
イラスト：東克美 2014年2月号※
卒業させてください
イラスト：東克美 2014年5月号
憧れの美叔母
イラスト：中村成二 2014年8月号※
美しきパトロンのためのパヴァーヌ
イラスト：東克美 2014年11月号※
美人の湯
イラスト：佐藤ヒロシ 2015年6月号
甘すぎる帰省 かつての恋人
イラスト：なし（実写写真） 2015年8月号
甘すぎる帰省 憧れのひと
イラスト：なし（実写写真） 2015年9月号
甘すぎる帰省 初恋相手の娘
イラスト：なし（実写写真） 2015年10月号
義理の姪
イラスト：東克美 2016年1月号※
人妻セーター
イラスト：東克美 2016年4月号※
優しく剃らせて
イラスト：柳橋マンドレ 2016年8月号
シェア
イラスト：東克美 2016年12月号※
熱海の未亡人
イラスト：佐藤ヒロシ 2017年3月号

### 一般作
あしたのファミリア Short Story
原作：樋口彰彦
『月刊少年ライバル』2011年12月号掲載、『あしたのファミリア』第5巻 ISBN 978-4-06-380198-9 に収録。
※ISBNコードは2007年1月1日以降は新規格を表示。

## 商業漫画原作作品
エロントロピーが止まらない！～ＪＫ巫女のラブレッスン～
作画：ぜろのりく
『マンガクロス』2023年10月18日 - 連載中

## 同人誌
サークル名は『青橋商店』。

### 全年齢作品
千冬姉はやらかしたい!
挿絵：風華チルヲ 2015年コミックマーケットC89

### 18禁作品
メイドなります! 〜音々の夏休み
挿絵：ポチ加藤 2006年コミックマーケットC70
恋夏 〜彼女はツンデレ!
挿絵：安藤智也 2007年コミックマーケットC73
メイドなります！ 〜美沙のアルバイト
挿絵：ポチ加藤 2008年コミックマーケットC74
青橋由高短編集1 姉は弟に恋してる
挿絵なし 2008年コミックマーケットC74
奪恋 〜寝取られた幼なじみ
挿絵：安藤智也 2008年コミックマーケットC75
ダブルスコア 〜このダメ大人っ!
挿絵：梢日向 2008年コミックマーケットC75
みそ♥こい! 〜三十路が恋しちゃダメですか?〜
挿絵：天乃一水 2009年コミックマーケットC76
引きこもりじゃないもん! 〜ダメ座敷童との暮らし方
挿絵：ボチ加藤 2009年コミックマーケットC77
みそ☆まほ! 〜三十路が魔法少女じゃダメですか?〜
挿絵：天乃一水 2010年コミックマーケットC78
青橋由高短編集2 くららとゆららの9月1日
挿絵なし 2010年コミックマーケットC78
青橋由高短編集3 くららの冬休み
表紙：有末つかさ 2010年コミックマーケットC79
ごくあま! 〜メイドと巫女とその後の生活
挿絵：梢日向 2010年コミックマーケットC79
青橋由高短編集4 イベントに行こう!
挿絵なし 2011年コミックマーケットC80
奪妹 〜寝取られた義妹
挿絵：安藤智也 2011年コミックマーケットC80
青橋由高短編集5 アンリ姫の憂鬱
表紙：有末つかさ 2011年コミックマーケットC81
恋人は妄想&電波系♥
挿絵：あまかわあきと 2012年コミックマーケットC82
ツンツンメイドはデレデレです
挿絵：有末つかさ 2012年コミックマーケットC83
青橋由高短編集6 ごくあま!!
挿絵：梢日向、風華チルヲ 2012年コミックマーケットC83
青橋商店総集編1
挿絵：安藤智也 2013年コミックマーケットC84
お嬢様アフターシーズンズ
挿絵：あまかわあきと 2013年コミックマーケットC85
青橋由高短編集7 悪魔メイドはデレデレです
表紙：有末つかさ 2014年コミックマーケットC86
アイシャ 寝取られたエルフ王妃
挿絵：安藤智也 2014年コミックマーケットC86
青橋由高短編集8 異世界でハーレム続けてます!
2014年コミックマーケットC87
狐巫女の嫁入り
挿絵：梢日向 2014年コミックマーケットC87
青橋由高短編集9 怪盗メイドの事件簿
2015年コミックマーケットC88
ミリス 堕とされたエルフ王女
挿絵：安藤智也 2015年コミックマーケットC88
青橋由高短編集10 姫騎士は二人ともエロエロです
2015年コミックマーケットC89
マリナ　穢されたエルフ王女
挿絵：安藤智也 2016年コミックマーケットC90
青橋由高短編集11 腹黒エルフもエロエロです
挿絵：有末つかさ 2016年コミックマーケットC90
あねみこ!
挿絵：梢日向 2016年コミックマーケットC91

## シナリオを手掛けた同人ゲーム
DISCODE surface
ソフトさ〜くるクレージュ 2004年4月
have relations with… 〜真帆と片帆
ソフトさ〜くるクレージュ 2004年6月
Hate/sty night
田辺組 2004年7月
have relations with…2 〜しのぶ
ソフトさ〜くるクレージュ 2004年11月
DISCODE reverse
ソフトさ〜くるクレージュ 2005年4月
degeneration
ソフトさ〜くるクレージュ 2005年6月
have relations with…3 〜淳子と奈美と直之と俺
ソフトさ〜くるクレージュ 2005年10月
Promise Promenade 〜約束の並木道
Parthenon 2006年12月
新性器エヴァ●ゲリオン
セイバーフィッシュ 2007年10月
魔孕巫女 〜お清めは愛欲淫靡に
Parthenon 2007年12月
機動戦士ガリダム00 〜女の戦争根絶計画
セイバーフィッシュ 2008年4月
Dream Hacker 〜夢操犯
Parthenon -ZERO- 2008年8月
DISCODE-lo
ソフトさ〜くるクレージュ 2008年11月
機動戦士ガリダム00 〜堕ちる女達
セイバーフィッシュ 2009年3月
Temptation ZERO 〜催淫の香り
Parthenon 2008年8月
ぽこぽこ妹 〜犬妹ペット願望
ソフトさ〜くるクレージュ 2011年10月
貴方ハ私ノモノ ドＳ彼女とドＭ彼氏
ソフトさ〜くるクレージュ 2016年7月